# Nemotelus atriceps
Nemotelus atriceps är en tvåvingeart som beskrevs av Friedrich Hermann Loew 1856. Nemotelus atriceps ingår i släktet Nemotelus och familjen vapenflugor. Inga underarter finns listade i Catalogue of Life.